# Hartlepool United
Hartlepool United (offiziell: Hartlepool United Football Club) – auch bekannt als Pools – ist ein englischer Fußballverein aus dem nordostenglischen Hartlepool, der seine Heimspiele im Victoria Park austrägt.

## Geschichte

### Gründungszeit
Im Jahr 1905 gewann der Amateurverein FC West Hartlepool den FA Amateur Cup, der zu dieser Zeit hinter dem FA Cup der zweitwichtigste englische Pokalwettbewerb war. Nach diesem Erfolg erschien 1908 die Gelegenheit günstig, eine Profimannschaft zu installieren, wobei der Rugby-Klub von West Hartlepool zudem gerade bankrottgegangen war und somit das Stadion The Victoria Ground leer stand. Der Fußballverein nannte sich zum Zeitpunkt seiner Gründung Hartlepools United Football Athletic Company, wobei die Mehrzahlbezeichnung darauf zurückzuführen war, dass der Klub sowohl die Stadt West Hartlepool als auch die ursprüngliche Siedlung in Old Hartlepool repräsentierte. Gleichzeitig kaufte der Verein die frei gewordene Spielstätte.
Die neue Mannschaft schloss sich der North Eastern League an, wobei viele Spieler vom Verein FC West Hartlepool kamen, der selbst nur noch wenige Spielzeiten absolvierte, bevor er sich auflöste und Hartlepools United der einzige Verein in der Stadt verblieb. Von Beginn an hatte der Klub mit Finanzproblemen zu kämpfen, die sich verschärften, als im Jahr 1916 während des Ersten Weltkrieges ein Zeppelin das Stadion mit mehreren Bomben traf und die Haupttribüne zerstörte. Spätere Versuche, Reparationsansprüche gegenüber Deutschland geltend zu machen, blieben dabei erfolglos.

### Aufnahme in den professionellen Fußball
Hartlepools United bemühte sich mehrfach um die Aufnahme in die Football League. Die regionale Nähe zu Vereinen wie dem FC Sunderland, Newcastle United und dem FC Middlesbrough führte dann zunächst dazu, dass diese Klubs bevorzugt wurden. Als sich die FA im Jahr 1920 dazu entschloss, einen weiteren Unterbau in Form einer dritten Liga zu erstellen, die sich jedoch nahezu vollständig aus Klubs der vorherigen Southern League zusammensetzte, wurde zunächst lediglich Grimsby Town als einzigem nordenglischen Verein der Zugang gestattet. Dieses Ungleichgewicht wurde jedoch im darauffolgenden Jahr korrigiert, als eine zusätzliche dritte Liga für den Norden geschaffen wurde, zu deren Gründungsmitgliedern sowohl Hartlepool wie auch der Hauptkonkurrent FC Darlington, gehörten.
Trotz eines vielversprechenden Starts mit dem vierten Platz zum Ende der ersten Saison konnte Hartlepool keine nennenswerten Erfolge feiern und musste mehrfach um den Verbleib in der Liga kämpfen. Zur Mitte der 50er-Jahre erlebte der Klub eine Hochphase, als er im FA Cup 1955 erstmals die vierte Runde erreichen konnte und zwei Jahre später die Meisterschaft in der dritten Liga nur knapp verpasste. Am 5. Januar 1957 verzeichnete der Verein mit 17.426 Zuschauern im FA-Cup-Spiel gegen Manchester United seinen bis heute bestehenden Besucherrekord. Nach dem Tod des Trainers im Jahr 1958 folgte zum Abschluss der darauffolgenden Saison der Abstieg in die neu gegründete Fourth Division als Tabellenletzter.

### Die „Ära Brian Clough“
Die Zeit als Viertligaverein war für Hartlepool geprägt von sportlichen Überlebenskämpfen, wobei der Status als Profiverein häufig nur sehr knapp verteidigt werden konnte. Die Leistungen verbesserten sich ab 1965 mit dem neuen Trainerduo Brian Clough und Peter Taylor (die später für Nottingham Forest große Erfolge feierten) deutlich und in der Saison 1967/68, Cloughs letzter Spielzeit für Hartlepools, gelang dem Klub als Tabellendritten der Aufstieg in die Third Division. Der erste Aufenthalt des Vereins in dieser Liga, seitdem diese eingleisig geworden war, dauerte aber nur ein Jahr an und führte in den direkten Wiederabstieg.

### Umbenennung und sportliche Existenzkämpfe
Im Jahr 1977 benannte sich der Verein in die heute noch gültige Einzahlform Hartlepool United um und trug dabei auch der Tatsache Rechnung, dass sich West Hartlepool mit Old Hartlepool 1967 vereinigt hatte.
Als in der Saison 1985/86 das Verfahren um den Verbleib in der untersten englischen Profiliga in einen Play-off-Modus umgestellt wurde, kam dies Hartlepool entgegen, in einer Zeit, als der Verein sportlich häufig den direkten Abstieg befürchten und stets bei der FA um die Wiederaufnahme in die Liga bitten musste. Vierzehn Spielzeiten hatte der Klub als Tabellenletzter abgeschlossen und war nach einem jeweiligen Antrag auf eine Wiederaufnahme in die Profiliga dennoch nicht abgestiegen, was in dieser Häufigkeit bis zum heutigen Tag einen Rekord darstellt.

### Jüngste Entwicklungen
Der Trend zeigte fortan wieder nach oben und Hartlepool gelang erneut mit einem dritten Platz im Jahr 1991 zweitmalig der Aufstieg in die Third Division, wo man nun drei Jahre in der ab 1992 „Second Division“ genannten Liga, bis zum Abstieg des Jahres 1994, verbleiben sollte.
Die Rückkehr in die unterste englische Profiliga war geprägt von zunehmenden finanziellen Schwierigkeiten und der Abstieg in das Amateurlager konnte in fünf aufeinanderfolgenden Spielzeiten nur knapp vermieden werden. In der Saison 1999/2000 konnte sich der Verein sportlich wieder positiv entwickeln, indem man sich am Ende der Saison für die Teilnahme an den Play-offs zum Aufstieg in die dritte Liga qualifizierte. Dort konnte man sich jedoch, wie auch in den zwei darauffolgenden Jahren, als ebenfalls die Ausscheidungsspiele erreicht wurden, nicht durchsetzen. Insgesamt hatte sich der Verein aber unter den Trainern Chris Turner und Neale Cooper stabilisiert und wurde von den neuen norwegischen Eigentümern solide geleitet.
Der zweite Platz am Ende der Saison 2002/03 war dann gleichbedeutend mit dem direkten Aufstieg in die Second Division. Dort schien ein Durchmarsch und der erstmalige Aufstieg in die zweite Liga, der First Division, möglich, nachdem sich der Verein am Ende der ersten Saison mit dem sechsten Platz für die Play-offs qualifiziert hatte. Dort verlor Hartlepool jedoch nach einem Remis im Hinspiel gegen Bristol City und schied aus. In dieser Spielzeit wurde Hartlepools Eifion Williams in die walisische Nationalmannschaft berufen, verpasste aber aufgrund einer Verletzung, dass er zum zweiten Nationalspieler in der Geschichte des Vereins wurde. In der anschließenden Saison erreichte der Klub erneut den sechsten Platz und schlug anschließend im Play-off-Halbfinale die Tranmere Rovers mit 6:5 im Elfmeterschießen, nachdem zuvor beide Mannschaften jeweils einmal mit 2:0 gewonnen hatten. Im Endspiel unterlag der Verein Sheffield Wednesday dann mit 2:4 nach Verlängerung.
In der Saison 2005/06 kämpfte der Verein gegen den Abstieg und musste am Ende als Viertletzter den Gang die Football League Two antreten. Nach nur einem Jahr kehrte der Verein auf direktem Wege als Viertliga-Vizemeister hinter dem FC Walsall in die Drittklassigkeit zurück.
Hartlepool verursachte zwei Cup-Schocks in der Saison 2008–09. Sie schlugen Premier-League-Klub West Bromwich Albion 3:1 im August. Hartlepool besiegte im Januar 2009 in der dritten Runde des FA-Cup das Premier-League-Team Stoke City mit 2:0. Hartlepool verlor in der vierten Runde gegen West Ham United und beendete die Saison als der 19. in der League One.

## Sonstiges
Stuart Drummond, früher stets als Vereinsmaskottchen H’Angus the Monkey verkleidet, wurde im Jahr 2002 zum Bürgermeister von Hartlepool gewählt, obwohl die Kandidatur mit Slogans wie Gratis-Bananen für Schulkinder lediglich als Werbegag geplant war.
Seit 1987 fahren die Fans von Hartlepool stets verkleidet zum letzten Auswärtsspiel. Im Sommer 2012 erreichte diese Tradition ihren Höhepunkt, als 200 Fans als Schlümpfe verkleidet zum Spiel bei Charlton Athletic reisten.

## Ligazugehörigkeit
- 1908–1921: North Eastern League
- 1921–1958: Football League Third Division North
- 1958–1968: Football League Fourth Division
- 1968–1969: Football League Third Division
- 1969–1991: Football League Fourth Division
- 1991–1992: Football League Third Division
- 1992–1994: Football League Second Division
- 1994–2003: Football League Third Division
- 2003/2004: Football League Second Division
- 2004–2006: Football League One
- 2006–2007: Football League Two
- 2007–2013 Football League One
- 2013–2017: Football League Two
- 2017–2021: National League
- seit 2021: EFL League Two

## Trainer
- Danny Wilson (2006–2008)
- Chris Turner (2008–2010)
- Mick Wadsworth (2010–2011)
- Neale Cooper (2011–2012)
- John Hughes (2012–2013)
- Colin Cooper (2013–2014)
- Paul Murray (2014)
- Ronnie Moore (2014–2016)
- Craig Hignett (2016–2017)
- Dave Jones (2017)
- Craig Harrison (2017–2018)
- Richard Money (2018–2019)
- Matthew Bates (2018)
- Craig Hignett (2019)
- Dave Challinor (2019–2021)
- Graeme Lee (2021–2022)
- Paul Hartley (2022)
- Keith Curle (2022–2023)
- John Askey (2023)
- Kevin Phillips (2024)
- Darren Sarll (2024)
- Lennie Lawrence (2024–2025)
- Anthony Limbrick (2025)
- Simon Grayson (seit 2025)